# Aéroport des îles Cocos
Pour les articles homonymes, voir CCK.
L'aéroport des îles Cocos (code IATA : CCK • code OACI : YPCC) est un aéroport qui dessert le territoire extérieur australien de l'archipel. Celui-ci est situé sur l'île l'atoll du Sud.

## Compagnies aériennes et destinations
Il est desservi uniquement par la compagnie Virgin Blue avec des liaisons au départ de l'aéroport de Perth ou de l'Île Christmas
| Compagnies                         | Destinations         |
| ---------------------------------- | -------------------- |
| Toll Global Express                | Île Christmas, Perth |
| Virgin Australia Regional Airlines | Île Christmas, Perth |

Édité le 11/10/2022

## Statistiques
Pour des raisons techniques, il est temporairement impossible d'afficher le graphique qui aurait dû être présenté ici.

Voir la requête brute et les sources sur Wikidata.